# Porto Digital
O Porto Digital é um parque tecnológico localizado na cidade pernambucana do Recife com atuação nas áreas de tecnologia da informação e comunicação (TIC) e economia criativa (EC). Foi fundado em 2000 com o duplo objetivo de reter profissionais qualificados na cidade e revitalizar o bairro do Recife Antigo, uma região histórica que à época estava degradada. O Porto Digital foi criado a partir de um aporte inicial de R$ 33 milhões provenientes da privatização da Companhia Energética de Pernambuco. Além da capital pernambucana, o Porto Digital também possui uma unidade na cidade de Caruaru chamada Armazém da Criatividade.
Em 2010 a revista Business Week elegeu o Porto Digital como um dos dez locais do mundo onde o futuro está sendo pensado, enquanto que a empresa de consultoria A.T. Kearney classificou o parque como o maior e mais rentável do Brasil. O Porto Digital também é detentor de três prêmios de melhor parque tecnológico do Brasil concedido pela Associação Nacional de Entidades Promotoras de Empreendimentos Inovadores (ANPROTEC). Em 2017, um livro editado pelo professor Jerome S. Engel da Universidade da Califórnia em Berkeley apresenta o Porto Digital como um dos importantes clusters de tecnologia do mundo, ressaltando-o como uma referência em governança público-privada. Em 2018, o Porto Digital recebeu a certificação de soft landing hub pela Rede Europeia de Centros e Polos de Pesquisa e Inovação (Enrich).
Além do reconhecimento por sua atuação como indutor de negócios de base tecnológica, o Porto Digital também foi reconhecido por sua atuação na revitalização do patrimônio histórico, ao ganhar em 2017 a 30ª Edição do Prêmio Rodrigo Melo Franco de Andrade concedido pelo IPHAN.
Ao fim de 2022, existiam no parque tecnológico mais de 350 empresas, institutos de pesquisa, incubadores, aceleradoras e fundos de investimentos, representando um faturamento de R$ 4,75 bilhões e empregando mais de 17 mil pessoas. Em 2013, o parque ampliou sua área de atuação para a indústria da economia criativa, abrangendo as áreas de jogos eletrônicos, audiovisual, música e design. Em 2011 o parque expandiu sua área territorial para o bairro de Santo Amaro e em 2015 para os bairros de Santo Antônio, São José e Boa Vista.

## Institutos, Fundos e Aceleradoras
| “                                             | O Porto Digital é três em um: gerador de emprego e renda, motor de qualificação do espaço urbano histórico e uma área de desenvolvimento de alta tecnologia. | ” |
| — Paulo Rabelo de Castro, Presidente do BNDES | |   |

### Institutos de Pesquisa
O Porto Digital abriga importantes institutos de pesquisa. Apesar de não estar localizado fisicamente no território do Porto Digital, o Centro de Informática (CIn) da UFPE é o mais importante instituto de pesquisa do parque tecnológico. Em 2015 o Porto Digital abriu um escritório avançado no CIn chamado de Pitch.
Além do CIn, também se destacam o Instituto CESAR, o Centro de Pesquisa Automotiva do Grupo Fiat Chrysler Automobiles, o Innovation Center Recife da Accenture, o Instituto SENAI de Inovação para Tecnologias da Informação e Comunicação e o Smart Energy Lab, este último, uma colaboração entre a EDP e a Accenture.
Em parceria com a iniciativa privada, a partir de 2019 o Porto Digital passa a contar com o Laboratório de Inovação Digital em Mobilidade Urbana . O laboratório tem por objetivo analisar, experimentar e propor o uso de novas tecnologias, em especial técnicas de inteligência artificial, para os problemas que assolam o transporte público como segurança e pontualidade.

### Fundos de Investimentos

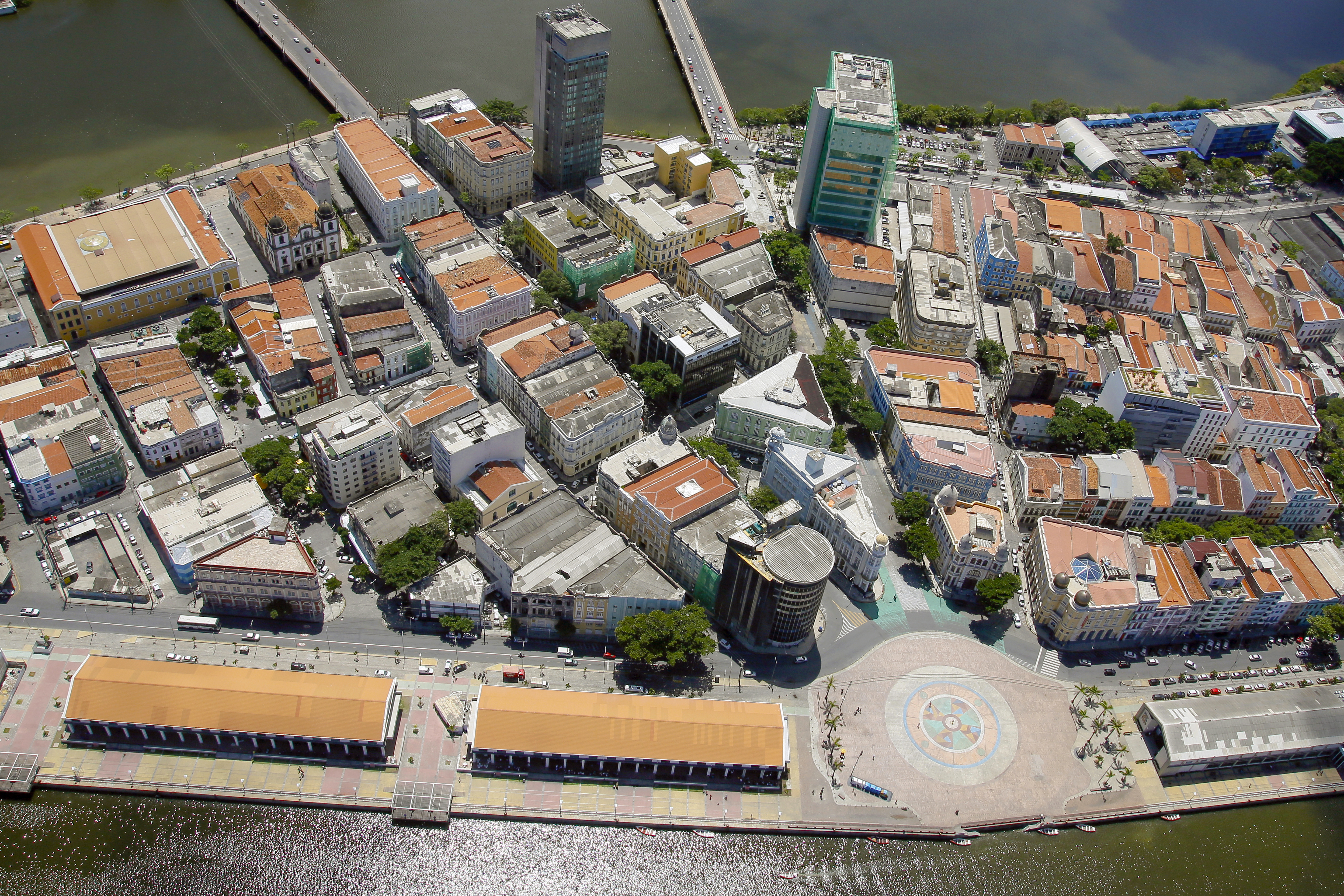
A região do Recife Antigo concentra as atividades do Porto Digital.

Os seguintes fundos de investimentos têm atuação destacada no Porto Digital:
- IKEWAI - Investimentos e Participações;[27]
- Fundos CRIATEC;[28]
- Saints Investimentos;[29][30]
- Triaxis Capital;[31]
- FIR Capital;
- Inseed Investimentos;
- Tynno Negócios e Participações.[32]

### Aceleradoras
O Porto Digital conta com seis aceleradoras de negócios:
| Nome            | Mantenedora                       | Ref.   |
| --------------- | --------------------------------- | ------ |
| Startupbootcamp | independente                      | [ 33 ] |
| JUMP Brasil     | Nucleo de Gestão do Porto Digital | [ 34 ] |
| CESAR Labs      | Instituto CESAR                   | [ 35 ] |
| Overdrives      | Grupo Ser Educacional             | [ 36 ] |
| CMTech Labs     | CMTech Soluções em Tecnologia     | [ 37 ] |
| Hubine Recife   | Banco do Nordeste                 | [ 38 ] |

### Startups
O Porto Digital é também o berço de startups de destaque, como a NeuroTech adquirida pela B3 em 2022; a InLoco, adquirida pela Magazine Luiza em 2020; a Tempest, adquirida pela Embraer também em 2020 e a Eventick, adquirida pela Sympla em 2016.

## Números
Considerando os números de 2022, o parque tecnológico é composto por mais de 350 empresas, cujo faturamento gira em torno de R$ 4,75 bilhões, empregando mais de 17.000 pessoas. Desde sua fundação, o Porto Digital conseguiu recuperar mais de 80 mil metros quadrados de prédios históricos.
No Brasil, o índice de mortalidade das empresas do setor é de 49,4% para empresas com menos de dois anos de criação, enquanto no Porto Digital o índice de sucesso é de 70%. Outro indicador positivo é a quantidade de empresas dedicadas à produção de jogos no complexo. Das 55 empresas do setor instaladas no Brasil em 2005, cinco estavam no Porto Digital. Por conta dele, Pernambuco teve 16% de participação no PIB nacional da indústria de jogos.

## Planejamento 2017-2025
Para o período compreendido em 2017 e 2025, o Porto Digital planeja executar 26 projetos que demandarão investimentos da ordem de R$ 170 milhões. Dentre os investimentos, destacam-se:
- Criação de três novas unidades Pitch, similiar a existente no CIn/UFPE, na Universidade de Pernambuco, Universidade Federal Rural de Pernambuco e Universidade Católica de Pernambuco;[45]
- Criação de cinco novas unidades do Armazém da Criatividade, similar a existente em Caruaru, nas cidade de Petrolina, Cabo de Santo Agostinho, Garanhuns, Serra Talhada e Arcoverde;[45]
- Criação de um think tank com foco em análise de tecnologia e mercado;[45]
- Revitalização de mais imóveis históricos.[45]

Dentre as revitalizações, o Porto Digital já deu início ao projeto do imóvel da antiga sede do Diario de Pernambuco o qual demandará um investimento de R$ 35 milhões. Além deste imóvel, também aguarda restauração, a antiga sede do Instituto de Administração Financeira da Previdência e Assistência Social.
Por outro lado, o sobrado de número 50 da Rua da Moeda teve sua revitalização concluída em 2020 e transformado em uma creche para funcionários das empresas do parque e para crianças da comunidade local.
O Porto Digital espera revitalizar mais 40.000 m² em imóveis históricos até 2018.